# Islem Ben Hassen
Islem Ben Hassen (arabe : اسلام بن حسن), née le 24 novembre 1999, est une karatéka tunisienne.

## Carrière
Islem Ben Hassen remporte la médaille de bronze en kumite par équipe aux championnats d'Afrique 2021.
Elle obtient la médaille de bronze en kumite individuel des moins de 50 kg aux Jeux panarabes de 2023 à Alger.